# Mihai Grünberg
Mihai Grünberg (n. 29 aprilie 1976) este un campion de șah al României, maestru internațional, fiul lui Sergiu Grünberg, fost campion de șah al României.